# Caciporé Torres
Caciporé de Sá Continho da Lamare Torres é um escultor, desenhista e professor brasileiro, agraciado com a Comenda Mário de Andrade pelo Governo do Estado de São Paulo, na gestão de Paulo Egydio Martins. Apesar de Caciporé ser um artista premiado pelas mais célebres instituições brasileiras, ter participado de importantes mostras internacionais e ser reconhecido como um dos mais relevantes artistas do Brasil pelos historiadores e críticos, ainda existe a necessidade de um estudo aprofundado que o eleve a sua verdadeira importância.

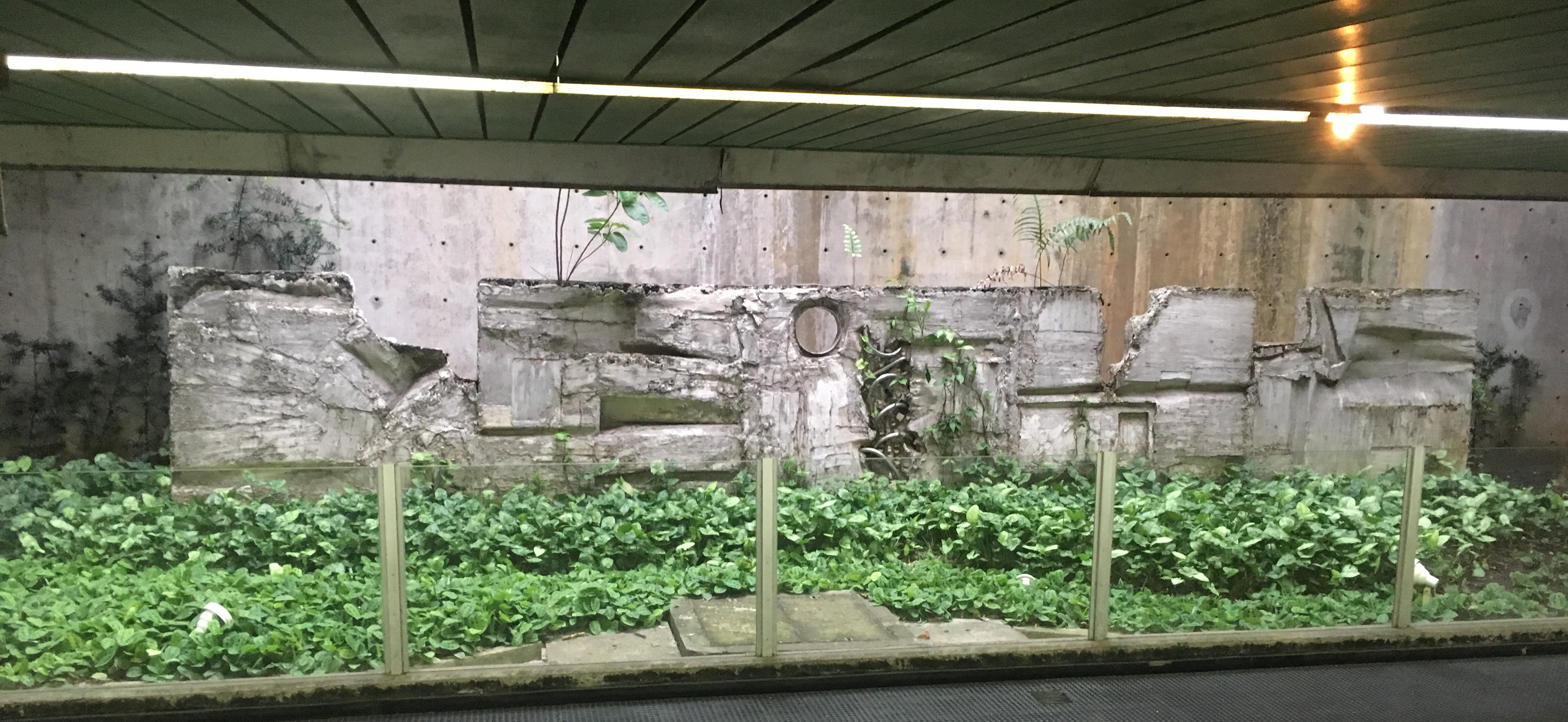
Trilho, Ritmo e Vibração (1991), escultura de Caciporé Torres exposta na estação Santa Cecília.

A ampla produção do escultor vem sido acompanhada com vasto interesse pela crítica, desde o final da década de 40. Além disso, a obra de Caciporé, frequentemente, torna-se tema de estudo e trabalho em cursos de graduação em Arquitetura e Artes Visuais. Como a bibliografia existente sobre ele é incompleta e dispersa, diversos pesquisadores, críticos, professores e estudantes buscam mais informações e tentam compreender melhor seu trabalho.
Contudo, sua brilhante carreira torna necessária uma sistematização onde seja revelado o percurso do artista, começando por uma análise de seu perfil psicológico, da formação e sobre suas principais apreensões, para depois explorar a maneira pela qual esses elementos são incorporados em suas obras, e se inserem no contexto histórico da arte brasileira.
A produção artística de Caciporé tem como característica mais marcante a utilização de materiais industriais, em especial o aço e o ferro; frequentemente no estado de sucata, para depois serem cortados, lixados, vergados, moldados, soldados e pintados pelas mãos do artista. Com uma linguagem escultórica única, ele constrói formas abstratas, brutalistas, ásperas e, por diversas vezes, de proporções monumentais.
Por meio do estudo a respeito de sua trajetória e de suas ideias, passa a ser possível compreender de maneira mais clara a história cultural recente da cidade de São Paulo e do Brasil, pois o artista teve um papel de destaque em importantes instituições brasileiras durante seu período de formação, como exposições periódicas, museus e instituições de ensino.
Além da expressividade artística de Caciporé, e de seu testemunho no processo de formação histórica dessas instituições, ele se estabeleceu desde cedo como uma figura influente, que passaria a assumir posições políticas em relação a arte e a cultura. O escultor também teve um papel importante na formação de critérios e talentos, sendo um personagem que agregou bastante para os artistas mais expressivos de seu meio.
A carreira artística de Caciporé começou muito cedo. Em 1948, com apenas 17 anos de idade, ele expôs seus trabalhos pela primeira vez, no XII Salão do Sindicato dos Artistas Plásticos de São Paulo. Em 1951, conquistou a Medalha de Ouro no I Salão Paulista de Arte Moderna e ganhou, na I Bienal de São Paulo, uma bolsa de estudos na Europa.

## Biografia
Caciporé Torres nasceu em Araçatuba, no dia 10 de março de 1932, período em que sua família vivia na cidade para escapar da repressão política.
Radicado em São Paulo, era filho da pianista Violeta de Sá Coutinho Torres e do jornalista e advogado, Paulo de Lamare Torres. Além da irmã Poranga, Caciporé teve um irmão,  falecido ainda na infância, cujo nome era Peri. O pai de Caciporé era membro do Partido Comunista Brasileiro. Por esse motivo, ele foi perseguido e preso pelo governo de Getúlio Vargas. Em razão disso, a família do artista mudava constantemente de cidade.
Os pais de Caciporé escolheram seu nome em um dicionário guarani, elaborado por um padre peruano chamado Antonio Ruiz de Montoya, porque queriam que seu filho tivesse um nome autenticamente brasileiro.
Desde pequeno, o escultor foi incentivado a manter contato com a arte, recebendo uma formação erudita e moderna. Os pais de Caciporé perceberam seu entusiasmo pelo desenho e modelagem quando ele ainda era um menino, e não podia frequentar escolas de formação. Assim, seu pai, que era um dos fundadores do Clube de Artistas Modernos, decidiu colocá-lo para atuar como discípulo de artistas importantes, para que ele aprendesse enquanto ajudava seus mestres a executar seus trabalhos.
Durante esse período, Caciporé trabalhou com artistas como José Cucé, Joaquim Figueira, Di Cavalcanti, Aldo Bonadei e Hilde Weber. Mestres que lhe permitiram participar nas obras da Catedral da Sé, descobrir as lições da academia, entrar na era da modernidade das esculturas e estudar desenho.
Esses aprendizados forneceram ao artista seu atual conhecimento acerca da anatomia humana, das técnicas de modelagem e do desenho, que lhe ajudam a representar a realidade de forma fiel em suas próprias esculturas. Isso pode ser notado na obra Príncipe Philip da Dinamarca, peça esculpida por Caciporé em 2002, sob encomenda da embaixada desse país.
Caciporé Torres ganhou uma bolsa de estudos durante a 1ª Bienal Internacional de São Paulo, de 1951, e durante dois anos frequentou os ateliês de escultura de Marino Marini (1901-1980) e Alexander Calder (1898-1976).
Em 1956, o artista foi morar na França com sua família, onde permaneceu até o ano de 1959. Época em que aprofundou seus conhecimentos em francês, na Alliance Française, e  fez cursos sobre História da Arte e Civilização Francesa, na Universidade de La Sorbonne, em Paris. Nesse período, trabalhou em um ateliê e começou a desenvolver obras de caráter mais abstracionista. Passou a utilizar peças metálicas como aço, bronze e ferro para construir formas orgânicas e geométricas, com aparência industrial. 
Nesse mesmo ano, o artista casou-se com sua prima, Helena Alcina de Sá Coutinho Borges da Fonseca, naquele que seria o seu primeiro matrimônio.
Na cidade de Bruxelas, Bélgica, Caciporé estagiou em uma indústria metalúrgica, atuando como operário, onde aprendeu a fundir bronze e ferro, com o intuito de aprimorar sua técnica de trabalho com metais.
No ano de 1970, Caciporé foi eleito presidente da Associação Internacional de Artes Plásticas da Unesco.
Entre os anos de 1961 e 1971, Caciporé lecionou escultura na Fundação Armando Álvares Penteado (FAAP) e, depois dessa data, também deu aulas na Faculdade de Arquitetura e Urbanismo da Universidade Presbiteriana Mackenzie,  instituições localizadas na cidade de São Paulo.

## Obra
Caciporé Torres é o escultor com o maior número de obras expostas em espaços públicos no Brasil. São por volta de 80 trabalhos. A maioria está em São Paulo, a exemplo das esculturas que podem ser encontradas no Largo São Bento, no Museu de Arte Moderna (Parque Ibirapuera), na Praça da Sé e na Estação Santa Cecília. 
Segundo Guido Arturo Palomba, ao serem contempladas, as peças do artista causam, instantaneamente, impacto por conta de sua forma, cor, acabamento e até mesmo pelo equilíbrio transmitido pelo seu conjunto. As que têm grandes dimensões se destacam justamente pela integração que possuem com o espaço arquitetônico das cidades e locais com o qual interagem. Para Guido, Caciporé possui um senso estético rebuscado, refletido em suas esculturas intrigantes e chocantes.
De acordo com o autor, o processo criativo de Caciporé é composto por duas fases essenciais: a intuitiva e a racional disciplinadora (presente durante a elaboração de seus esboços). Ambas levam ao clímax de sua produção artística, que busca transmitir harmonia, equilíbrio e integração. Após atingir esse ápice, ele considera a construção terminada e se sente realizado esteticamente. Esse processo reflete a inquietação criativa comum no universo dos mais distintos artistas.
As obras de Caciporé Torres são bastante valorizadas nos mercados de arte, principalmente por causa da alta demanda dos colecionadores, que as disputam em concorridos leilões, sejam presenciais ou online. Tais peças são comercializadas até mesmo em Miami, pela galeria Durban Segnini.
Palomba destaca o fato de Caciporé ser um artista genuíno, com linguagem própria, que ao soldar o aço, sua matéria- prima fundamental, para produzir uma peça, consegue refletir sua essência como pessoa e se manter fiel às suas peculiaridades artísticas. Dessa maneira, o escultor demonstra sua genialidade, e produz pela  necessidade indispensável que sente de produzir.
Oscar D´ Ambrosio ressalta o fato da responsabilidade criativa de Caciporé estar presente na maneira em que ele lida com as cores e formas, até mesmo nos seus trabalhos dimensionais. Assim, o autor realiza uma comparação entre as produções do artista, feitas com aço ou bronze soldados, e as obras do deus romano Hefesto (associado mitologicamente ao labor de ferreiros e pessoas que lidam com forjas), pelo fato de ambas apresentarem características semelhantes, em especial, a junção da paixão ao rigor. 
Para o autor, Caciporé consegue assim transpassar leveza em suas esculturas, principalmente, por unir o ser ao saber durante suas construções. Obras como Vitória, são um claro exemplo dessa ocorrência, quando as asas vermelhas "surgem a ganhar o espaço". Nessa peça, existe também uma bem elaborada assimetria e a sugestão de um movimento ascensional, características que geram o menciona efeito de conquista de espaço e impede o desequilíbrio.
Já a obra denominada Bandeira, negra e vermelha, peça que possui mais de dois metros de altura, cria uma espécie de portal, no qual seus blocos encontram-se dispostos de modo a dar a noção de domínio plástico do universo que a circunda. Essa peça estabelece formas que são agradáveis ao olhar e levam o observador a indagar como elas foram feitas, justamente por conta da combinação de seu material com as cores utilizadas.
De acordo com a análise de Ambrosio, obras feitas em bronze, como é o caso de A origem de tudo e O caminho, apresentam uma faceta em que o trabalho do artista se dá mais na forma de blocos. O que, no entanto, não significa rusticidade ou a existência de um peso insuportável de ser carregado.  Há também, em ambas, uma encantadora humanidade pela qual a matéria é apropriada, trabalhada e logo depois devolvida ao observador.
A facilidade que Caciporé possui em trabalhar com a verticalidade pode ser notada nas obras A lasca e Coluna etrusca. Assim, seus trabalhos apresentam um permanente diálogo com essa forma de enxergar o mundo. Ambrosio destaca que "é como se elas quisessem- e de fato pudessem- se descolar da terra e do mundo, criando uma nova atmosfera, quase uma nova dimensão".
Nesse sentido, Oscar também revela que a peça Butterfly 1 é exemplar, pois consegue alcançar o que diversos escultores desejam: "o de dar ao seu ponto de partida material uma nova angulação e termos denotativos e conotativos". Ou seja, a sua matéria prima inicial, no caso o aço, torna-se a própria matriz para a construção de mensagens que podem ser reconhecidas como simbólicas.

## Prêmios e Exposições
Caciporé possui um currículo extenso, com exposições na Quadrienal de Roma, nas Bienais de São Paulo e de Veneza, bem como em diversos outros países, tendo como exemplo Estados Unidos, Austrália, Suíça, Venezuela, Paraguai e Iraque. O artistas também participou de mostras importantes em museus, nos quais suas obras fazem parte do acervo permanente, caso do Masp, MAM, MAC e Mube.
A lista se estende, confira abaixo outras exibições nas quais o escultor fez parteː
Principais Individuais
- 1955 - Museu de Arte de São Paulo, SP.
- 1957 - Terry Clune Gallery, Sydney, Austrália.
- 1964 - Galeria Atrium, SP.
- 1969 - Galeria Mirante das Artes, SP.
- 1971 - Museu de Arte de São Paulo, SP.
- 1980 - Galeria Arte Aplicada.
- 1982 - Galeria Singular, Porto Alegre.
- 1989 - Museu Brasileiro da Escultura (pré-inauguração).
- 1989 - Exposição em Washington, USA.
- 1999 - Galeria Casa da Fazenda, SP.

Principais Coletivas
- 1951 - I Bienal Internacional de São Paulo - Prêmio Viagem à Europa.
- 1954 - II Bienal Internacional de São Paulo - Prêmio Aquisição do Museu de Arte Moderna, SP.
- 1955 - Bienal Veneza, Itália.
- 1956 - III Bienal Internacional de São Paulo.
- 1957 - Maison D´Amerique Latine, Paris, França.
- 1958 - VI Bienal Internacional de São Paulo.
- 1960 - VIII Bienal Internacional de São Paulo - Prêmio Itamarati.
- 1972/75/78/88 - Panorama da Arte Atual Brasileia, MAM, SP.
- 1976 - Bienal dos Jovens, Paris, França.
- 1978 - Quadrienale de Roma, Itália.
- 1979 - Sculpture in Exhibition, Budapeste, Hungria.
- 1983 - 50 Anos de Escultura no Espaço Urbano, Globo/Funarte.
- 1984 - O Objeto Inusitado, Museu de Imagem e do Som, SP.
- 1987 - Mostras - Paulistas em Brasília, DF.
- 1994 - Brasil Século XX, Fundação Bienal, SP.
- 1987 - Mostras - Paulistas em Brasília, DF.

Além disso, ele recebeu diversas premiações, incluindoː
- 1980 e 1982 - melhor escultor brasileiro pela Associação Paulista de Críticos de Artes[1] (APCA)
- Prêmio de Viagem à Europa da I Bienal de São Paulo.
- Salão Abril, MAM/Rio.
- Salão de Arte Moderna, Brasília, DF.
- Prêmio APCA de melhor escultor 1980/82.

## Ver mais
- Enciclopédia Itaú Cultural: Caciporé Torres